# Trialmotor
Een trialmotor is een motorfiets die wordt gebruikt in de trialsport.

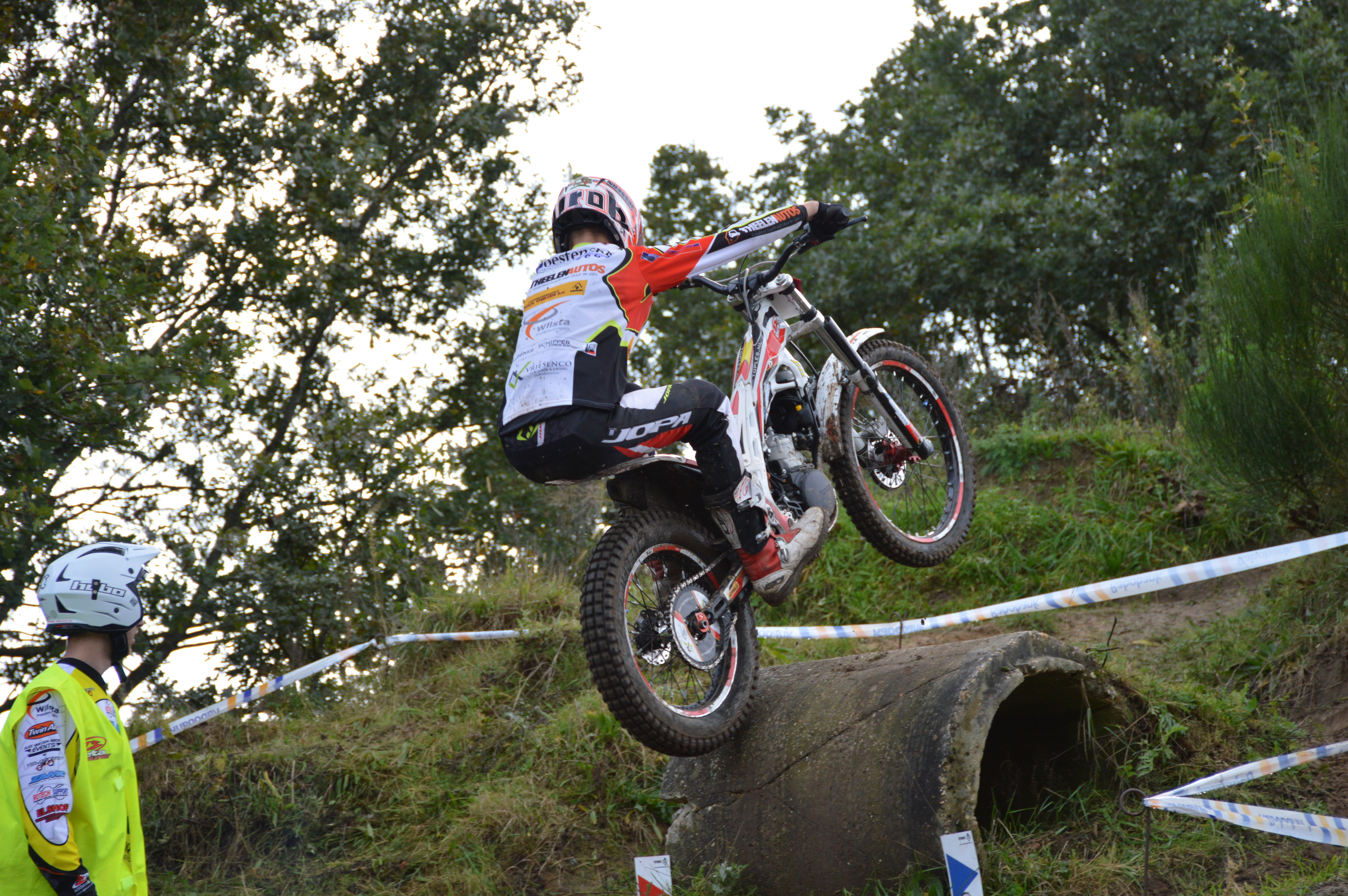
Deze jeugd trialrijder rijdt een Non-Stop in het rode spoor (ONK Jeugd 2019 te Sleen)

Kenmerkende eigenschappen zijn: een laag gewicht; een grote bodemvrijheid; vrijwel altijd een lichte twee of vier taktmotor van 125- tot 300 cc; slechts een rudimentair zadel; dikke banden met een lage bandenspanning.
De meest bekende merken zijn tegenwoordig GasGas, Beta, Sherco, TRS, Scorpa en Honda Montesa. Tot de jaren 1970 waren het voornamelijk Britse eencilinders die de dienst uitmaakten, waaronder BSA, Matchless, Greeves, en later kwamen merken als Bultaco, Ossa, Montesa, Honda en Yamaha.

## Ontwerp
De motorfietsen zijn speciaal ontworpen voor de trialsport. Hier is het de bedoeling een hindernissenparcours af te leggen zonder met de voeten aan de grond te komen. Deze hindernissen kunnen indrukwekkende, meer dan manshoge voorwerpen zijn zoals kolossale boomstammen, rotsblokken, vrachtwagens, stapels pallets en nog veel meer. Een kundige trialrijder is in staat om met zijn motor enkele meters tegen loodrechte muren omhoog te rijden. De draaicirkel is zo klein dat de motor om zijn eigen achteras heen kan rijden zonder dat het achterwiel van zijn plaats komt. De motor kenmerkt zich door zijn minimale ontwerp welke in het midden diep doorzakt terwijl hij zeer hoog op zijn poten staat. Zo is er niet of nauwelijks sprake van een zadel en lijkt het vooral een motorblokje op wielen te zijn. Het benzinetankje heeft vaak maar een inhoud van 1 of 1.5 liter, ruim voldoende voor een complete wedstrijd.

## Motor

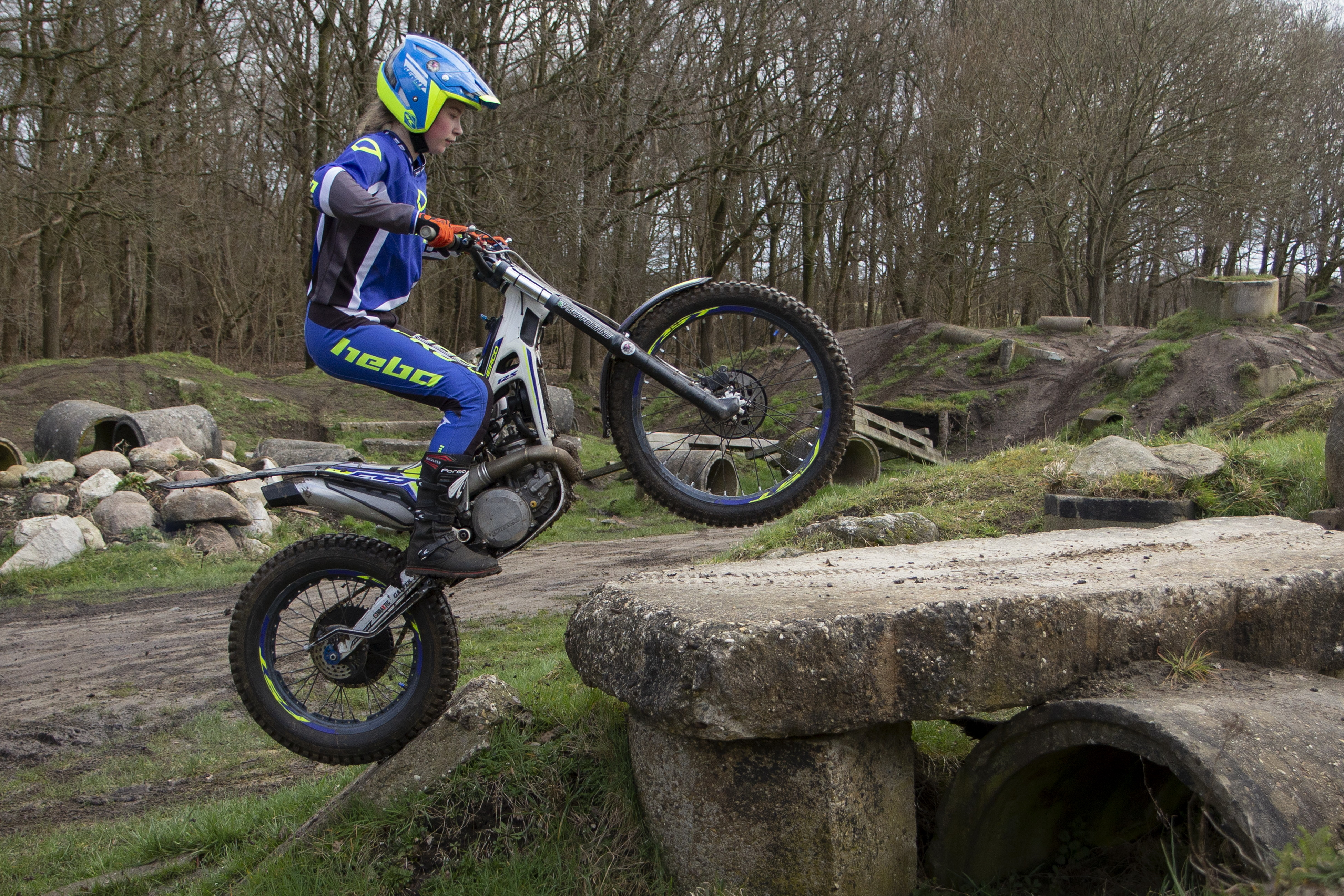
Trialrijder tijdens vrije training

Veel vermogen hebben de motoren niet, 17 pk is al heel veel. Maar alles draait hierbij om een zeer groot koppel die de motor erg sterk maakt. Ook moet een trialmotor zeer goed stationair kunnen lopen en blijven lopen. Het zijn ook geen zware motoren en meestal tweetakt motoren. De cilinderinhoud is verdeeld in 50 en 80 cc voor de jeugd en 125, 250 of 300 cc voor volwassenen. Wedstrijden worden niet per cilinderinhoud gereden zoals bij motorracen en motorcross heel gewoon is. De enige voorwaarde is dat de jeugd tot 18 jaar alleen mag rijden op een trialmotor met maximaal 125cc (Hier worden echter uitzonderingen op verleend voor talentvolle rijders).
Sommige merken leveren dus ook 300 cc modellen. Een trialmotor boven de 300 cc is vrij zeldzaam. In de praktijk blijkt dat ze dan al snel te zwaar en te sterk worden waardoor de kracht van de motor niet meer goed te doseren is, een heel belangrijk punt in de trialsport.

## Elektrische aandrijving
De trialsport leent zich ook voor elektrische aandrijving alhoewel de voorkeur voor de meeste rijders nog steeds uit gaat naar een brandstof motor. Het toepassen van elektrische aandrijving in trial motoren groeit echter wel en heeft een aantal nieuwe merken opgeleverd waaronder EM, Yamaha (lange tijd inactief geweest in de trialsport) en Mecatecno. Net als bij normale auto's en motoren ontstaan hier vaak nieuwe merken of worden oude merken opnieuw leven in geblazen. Ook de traditionele trialmerken verkennen deze nieuwe ontwikkeling. De meeste elektrische motoren beschikken overigens net als brandstofmotoren over een versnellingsbak en koppeling, deze zijn namelijk onmisbaar voor het op hoog niveau bedrijven van de sport.
Elektrische aandrijving wordt nu al veel toegepast voor de jonge beginnende rijders die nog niet over verfijnde motoriek beschikken. Bekende merken hier zijn Oset en TRS

## Banden
De banden worden gemaakt van zacht materiaal, en de bandenspanning wordt bij een trialmotor laag gehouden (vaak minder dan 0,5 atm.) om de banden maximale grip te geven op stenen, rotsen en dergelijke. De grote bodemvrijheid is nodig om hindernissen te kunnen nemen.

## Frame
Om het frame en blok niet te beschadigen op de hindernissen is de onderzijde voorzien van een makkelijk te vervangen dikke aluminium beschermplaat. Een zadel is niet aanwezig, het is vrijwel onmogelijk op een trialmotor te zitten, omdat het deel waar zich normaal het zadel bevindt zeer laag geplaatst is, terwijl de voetsteunen zeer hoog geplaatst zijn.

## Trialclubs in Nederland
Er zijn een aantal trialclubs in Nederland geregistreerd, deze clubs zijn allen aangesloten bij de KNMV:
| Provincie | Club                                            |
| DR        | Trialclub Zuid Oost Drenthe                     |
| OV        | MSG Universiteit Twente                         |
| GL        | MC Arnhem                                       |
| GL        | MSV Noord Oost Veluwe                           |
| GL        | MC de Rijnridders                               |
| GL        | ZAMC                                            |
| GL        | Trial Club Apeldoorn                            |
| GL        | MC Nunspeet                                     |
| NH        | MAB-Club Texel                                  |
| NH        | TC Obdam e.o.                                   |
| ZH        | MC The Wheelie                                  |
| NB        | MSC Breda                                       |
| NB        | Motor Trial Club Oost-Brabant (MTCOB) Schijndel |
| LI        | Baarlose Trial Club                             |